# Pat Hajes
Patrick John Hayes FAAAI (rođen 21. avgusta 1944) britanski je informatičar koji živi i radi u Sjedinjenim Državama. Od marta 2006, on je viši naučni naučnik na Institutu za ljudsku i mašinsku kogniciju u Pensakoli, Florida.

## Obrazovanje
Hejes se školovao u Bentli gimnaziji u Kalnu. Studirao je na Kembridž matematičkom triposu i diplomirao matematiku na Univerzitetu u Kembridžu i doktorirao veštačku inteligenciju na temu 'Semantička stabla: Nove osnove za automatsko dokazivanje teorema' na Univerzitetu u Edinburgu.

## Karijera i istraživanje
Hejes je bio aktivna, plodna i uticajna figura u veštačkoj inteligenciji više od pet decenija. On ima reputaciju da je provokativan, ali i prilično duhovit.
Jedna od njegovih najranijih publikacija, sa Džonom Makartijem, bila je prva temeljna izjava o osnovama za VI polje logičkog predstavljanja znanja, uvodeći pojam situacionog računa, predstavljanja i rezonovanja o vremenu, tečnosti i upotrebe logike za predstavljanje znanja u kompjuteru.
Hejesov sledeći veliki doprinos bio je suštinski rad na Manifestu naivne fizike, koji je anticipirao kretanje ekspertskih sistema na mnogo načina i pozvao istraživače VI da zapravo pokušaju da predstave znanje u računarima. Iako nije prvi koji je pomenuo reč „ontologija“ u računarskoj nauci (ta zasluga pripada Džonu Makartiju), Hejes je bio jedan od prvih koji je to učinio i inspirisao je čitavu generaciju istraživača u inženjeringu znanja, logičkim formalizacijama zdravorazumskog razmišljanja, i ontologija.
Sredinom 1990-ih, dok je bio predsednik AAAI, Hejes je započeo seriju napada na kritičare veštačke inteligencije, uglavnom formulisano u ironičnom svetlu, i (zajedno sa svojim kolegom Kenetom Fordom) izmislio nagradu nazvanu po Sajmonu Njukombu s ciljim dodeljivanja najsmešnijem argumentu koji „pobija“ mogućnost VI. Njukombove nagrade su objavljene u AI Magazinu koji izdaje AAAI.
Na prelazu vekova postao je aktivan u zajednici semantičkog veba, dajući značajan doprinos (možda isključivo) revidiranoj semantici RDF-a poznatoj kao RDF-osnova, jedan od tri dizajnera (zajedno sa Peterom Patel-Šnajderom i Ijanom Horoksom.) semantike Jezika veb ontologije, a nedavno je doprineo SPARKL-u. On je takođe, zajedno sa filozofom Kristoferom Menzelom, glavni dizajner ISO standarda Uobičajena logika.
Hejes je bio sekretar AISB-a, predsednik i poverenik IJCAI, pomoćnik urednika Veštačke inteligencije, guverner Društva za kognitivne nauke i predsednik Američkog udruženja za veštačku inteligenciju. Hejes je član AAAI-a i Društva za kognitivne nauke.
Prema njegovoj veb stranici, njegova trenutna istraživačka interesovanja obuhvataju „reprezentaciju znanja i automatsko rezonovanje, posebno predstavljanje prostora i vremena; semantičku mrežu; dizajn ontologije; i filozofske osnove VI i računarske nauke“.